# 澳大利亚教育
澳大利亚的教育体系由各个州与领地政府独立负责。在一般情况下，澳大利亞的教育制度由三个层次组成：初等教育（小学）、中等教育（中学，包括初中和高中）和高等教育（大學和职业学院）。澳大利亞法律规定，所有公民在一定年龄之前必须接受國民義務教育，此一法定年龄因州別而有所不同，一般是5～17岁、在高中毕业之前。法定教育之后的教育纳入澳大利亚职业暨资格体系。澳大利亚的学期因各州和学院的學位課程與學期有別而不同；大致上，包括年終大考而論，小学、中学和职业学校从一月底至十二月中旬，大学自二月底到十一月中旬。

## 學前教育
學前教育在澳洲相較不受管制，且非義務教育。許多澳洲兒童最先接觸教育機構為日間托育中心（day care）或是家長組成的「遊戲小組」（playgroup）。這種活動一般不被認為是學校教育，而在澳洲各洲都有私營的學前教育機構，只有西澳大利亞將學前教育納入小學教育系統之中。在昆士蘭州，學前教育機構被稱為幼兒園（kindergarten）或是Pre-Prep，通常由私人經營，但一年可獲得600小時時數的政府補助，並由合格教師负责教學。
學前教育通常由州政府或地方政府管理，除了維多利亞州、新南威爾斯州和南澳大利亚州，通常由地方市議會或是社區或是私人機構管理。通常在3～5歲時加入學前教育；雖然各州分的就讀數量不同，但大約有85.7％的幼兒在進入學校教育前會就讀學前教育。幼兒在進入小學前一年會進入學前教育，這一年間會讓孩子花上更多時間參與各式活動。
在新南威尔士和維多利亞，学前教育分別由新南威尔士教育委员会（Department of Education and Communities）以及維多利亞教育及訓練部（Department of Education and Early Childhood Development，简称DEECD）負責。澳洲其他的各州及領地則由各自相關的教育部門執行。
在澳洲的日間托育平均成本(計入兒童福利及兒童照顧退稅優待) 為一小時3.85美元 或是一天（12小時）46美元。

## 學校教育
在澳洲的義務教育，由各州或領地政府各自決定一定的時間年齡。依據不同的州政府決定，義務教育約在5-6歲之間開始一直到15～17歲之間。最近幾年，超過75％的學生會就讀到17歲。約有50%的學生就讀公立學校，50％的學生就讀天主教或是獨立學校。一小部分的學生在法律允許上選擇在家就讀，特別是農村地區。
無論學校是公立或天主教或是私立學校，都必須遵守所在州或領地的課程大綱。不過課程大綱維持一定的彈性，可以教育宗教課程等。大部分的學校都會穿制服，少部分的學校沒有制服規定。許多中學有學生組織，組織起來促進學校改善。

### 公立學校
澳洲的公立學校提供澳洲公民以及合法永久居民免費就讀，而私立学校以及天主教教会学校通常會收學費。然而，除了學費之外，文具、教科書、校服、课程辅助活动和课外活动等不在政府補助項目內。一年政府補助一個學童平均為316美元。
少数一些公立中学是需要成绩优越才能入学的精英中学，被称为“选拔学校”（selective school）。这些学校通常是各州历年高考的榜首中学，而且会提供公立学校中少有的国际文凭大学预科课程。澳大利亚现有完全依靠考试和学分录取的公立精英中学分别是21所新南威尔士精英中学、墨尔本的四所精英高中——墨尔本高中（Melbourne High School）、麦克罗宾逊女子高中（Mac.Robertson Girls' High School）、诺萨尔高中（Nossal High School）和苏珊娜·科里高中（Suzanne Cory High School）、昆士兰大学协助成立的三所昆士兰学院（Queensland Academy）、以及西澳大利亚的帕斯现代学校（Perth Modern School）。

### 天主教學校以及私立學校
2010年的統計，約有66％的澳洲學生就讀公立學校，20％就讀天主教學校，14％就讀私立學校。相比之下，2000年的統計數據為公立69％、天主教20％以及私立11％。
大部分的天主教學校由地方教會、地方教區或是地方州的天主教教育部門負責運作。私立學校包含某些特殊教育理念辦學，例如蒙特梭利教育法，不過大部分的私立學校還是與宗教相關，如新教、猶太教或伊斯蘭教，或是盈利的非宗教團體。
某些天主教以及私立學校向学生索取高額學費，但同时又向政府要求補助金，在约翰·霍华德政府时期开始又屡次出现了游说挪用公立学校预算的事件，从而招致澳大利亚教育工会（Australian Education Union ）以及澳洲綠黨的批評。

### 義務教育年齡
由於不同州政府以及領地的規定，學生的義務教育年齡可能較早或是較晚開始。而第一年入學的稱呼也各地不同，例如在澳大利亞首都特區以及新南威爾斯州將入學第一年稱呼為「kindergarten」，意思是進入小學一年級之前，其他州則稱呼 preschool 。
某些州會從七年級開始結束小學， 以及開始中學系統的一部分。

#### 小學

2011年的就讀小學人口百分比，依據地區以及州政府區分

- Kindergarten (昆士蘭州) 3~4 歲[23]
- Pre-school 4~5歲 [28] / kindergarten
- 入學期(Kindergarten / reception / prep / pre-primary) 澳洲課綱(National Curriculum)對此年的教育階段命名為: 基礎年(Foundation Year)
- 一年級(Grade/Year 1): 6~7歲
- 二年級(Grade/Year 2): 7~8歲
- 三年級(Grade/Year 3): 8~9歲
- 四年級(Grade/Year 4): 9~10歲
- 五年級(Grade/Year 5): 10~11歲
- 六年級(Grade/Year 6): 11~12歲
- 七年級(Grade/Year 7): 12~13歲(南澳洲)[26]

#### 中學

2011年的就讀中學人口百分比，依據地區以及州政府區分

- 七年級(Year 7): 12~13歲 (奧克蘭，新南威爾斯，北領地，塔斯馬尼亞，維多利亞，昆士蘭，西澳)[26]
- 八年級(Year 8): 13~14歲
- 九年級(Year 9): 14~15歲
- 十年級(Year 10): 15~16歲
- 十一年級(Year 11): 16~17歲(新南威爾斯，北領地，維多利亞，西澳)
- 十二年級(Year 12): 17~18歲(新南威爾斯，北領地，維多利亞，西澳)

#### 大學前
- 十一年級(Year 11): 16~17 歲 (澳大利亞首都特區，塔斯馬尼亞)
- 十二年級(Year 12): 17~18 歲 (澳大利亞首都特區，塔斯馬尼亞)

#### 各州或領地比較
學生最多可以就讀高級課程(senior school)三年。通常學生會在接近12年級時開始就讀兩年高級課程，接近畢業時有一個常見的名稱為「第十三年」(year 13)。

## 各州教育制度比較圖
| 首都區       | 小學   | 小學   | 小學   | 小學   | 小學   | 小學   | 小學   | 中學     | 中學     | 中學     | 中學     | 大學前   | 大學前   | 大學前 | 大學前 |
| 首都區       | 入學前 | 一年級 | 二年級 | 三年級 | 四年級 | 五年級 | 六年級 | 七年級   | 八年級   | 九年級   | 十年級   | 十一年級 | 十二年級 |        |        |
| 新南威爾斯州 | 小學   | 小學   | 小學   | 小學   | 小學   | 小學   | 小學   | 中學     | 中學     | 中學     | 中學     | 中學     | 中學     | 中學   | 中學   |
| 新南威爾斯州 | 入學前 | 一年級 | 二年級 | 三年級 | 四年級 | 五年級 | 六年級 | 七年級   | 八年級   | 九年級   | 十年級   | 十一年級 | 十二年級 |        |        |
| 北領地       | 小學   | 小學   | 小學   | 小學   | 小學   | 小學   | 小學   | 初級中學 | 初級中學 | 初級中學 | 高級中學 | 高級中學 | 高級中學 |        |        |
| 北領地       | 入學前 | 一年級 | 二年級 | 三年級 | 四年級 | 五年級 | 六年級 | 七年級   | 八年級   | 九年級   | 十年級   | 十一年級 | 十二年級 |        |        |
| 昆士蘭       | 小學   | 小學   | 小學   | 小學   | 小學   | 小學   | 小學   | 中學     | 中學     | 中學     | 中學     | 中學     | 中學     | 中學   | 中學   |
| 昆士蘭       | 入學前 | 一年級 | 二年級 | 三年級 | 四年級 | 五年級 | 六年級 | 七年級   | 八年級   | 九年級   | 十年級   | 十一年級 | 十二年級 |        |        |
| 南澳         | 小學   | 小學   | 小學   | 小學   | 小學   | 小學   | 小學   | 小學     | 中學     | 中學     | 中學     | 中學     | 中學     |        |        |
| 南澳         | 小學前 | 一年級 | 二年級 | 三年級 | 四年級 | 五年級 | 六年級 | 七年級   | 八年級   | 九年級   | 十年級   | 十一年級 | 十二年級 |        |        |
| 塔斯曼尼亞   | 小學   | 小學   | 小學   | 小學   | 小學   | 小學   | 小學   | 中學     | 中學     | 中學     | 中學     | 大學前   | 大學前   | 大學前 | 大學前 |
| 塔斯曼尼亞   | 小學前 | 一年級 | 二年級 | 三年級 | 四年級 | 五年級 | 六年級 | 七年級   | 八年級   | 九年級   | 十年級   | 十一年級 | 十二年級 |        |        |
| 維多利亞州   | 小學   | 小學   | 小學   | 小學   | 小學   | 小學   | 小學   | 中學     | 中學     | 中學     | 中學     | 中學     | 中學     | 中學   | 中學   |
| 維多利亞州   | 小學前 | 一年級 | 二年級 | 三年級 | 四年級 | 五年級 | 六年級 | 七年級   | 八年級   | 九年級   | 十年級   | 十一年級 | 十二年級 |        |        |
| 西澳         | 小學   | 小學   | 小學   | 小學   | 小學   | 小學   | 小學   | 中學     | 中學     | 中學     | 中學     | 中學     | 中學     | 中學   | 中學   |
| 西澳         | 小學前 | 一年級 | 二年級 | 三年級 | 四年級 | 五年級 | 六年級 | 七年級   | 八年級   | 九年級   | 十年級   | 十一年級 | 十二年級 |        |        |

此外首都區、南澳與塔斯曼尼亞尚有十三年級的制度予進入大學前的學生們一個提昇學習能力的機會。

### 就讀學校年齡
在澳洲國家教育課綱(National Curriculum)的規劃，學校教育第一年稱為「基礎」(foundation)。
在北領地，小學教育通常包含學前教育。在西澳，小學教育包含兩年學前教育。
2013年起，南澳洲政府將開始重新計算入學時間。
在某些州以及領地，經過正式評斷以及鑑定的兒童，可以早於規定的時間就讀。除此之外，某些天資卓越的學生可以跳級，或是提早就讀高年級課程。
| 州領地       | 一年級前一年計算時間               | 義務教育年齡 | 入學前名稱   | 一年級前名稱 |
| ------------ | ---------------------------------- | ------------ | ------------ | ------------ |
| 首都區       | 4月30日後五歲                      | 6歲後        | Pre-school   | Kindergarten |
| 北領地       | 6月30日後五歲                      | 6歲後        | Pre-school   | Transition   |
| 新南威爾士州 | 7月31日後五歲                      | 6歲後        | Pre-school   | Kindergarten |
| 昆士蘭       | 7月31日後五歲(2016年3月31日起實施) | 6歲後        | Kindergarten | Prep         |
| 南澳         | 5月31日後五歲                      | 6歲後        | Kindergarten | Reception    |
| 塔斯曼尼亞   | 4月30日後五歲                      | 6歲後        | Kindergarten | Prep         |
| 維多利亞州   | 4月30日後五歲                      | 6歲後        | Pre-school   | Prep         |
| 西澳         | 7月31日後五歲                      | 6歲後        | Kindergarten | Pre Primary  |

## 高等教育

2011年的就讀高等教育人口百分比，依據地區以及州政府區分

就讀高等教育人口年統計表(自1984年開始)

在澳洲，高等教育會優先就讀大學或是技術與繼續教育學院以取得更高的學位或是職業技能。 由澳洲政府或是州政府，首都區或是北領地的法律認定設立高等教育機構。 公立或私立職業訓練所由州或領地政府管理。
在澳洲有37所公立大學，4所私立大學以及2所國際大學，一共43所。 其中澳洲最大的大學為墨爾本的蒙納許大學，共有八個校區以及約75000名學生。
還有許多經由州或領地政府承認的非自我評鑑的高等教育機構，超過150間。其中有些機構在多個州以及領地註冊。

### 大學

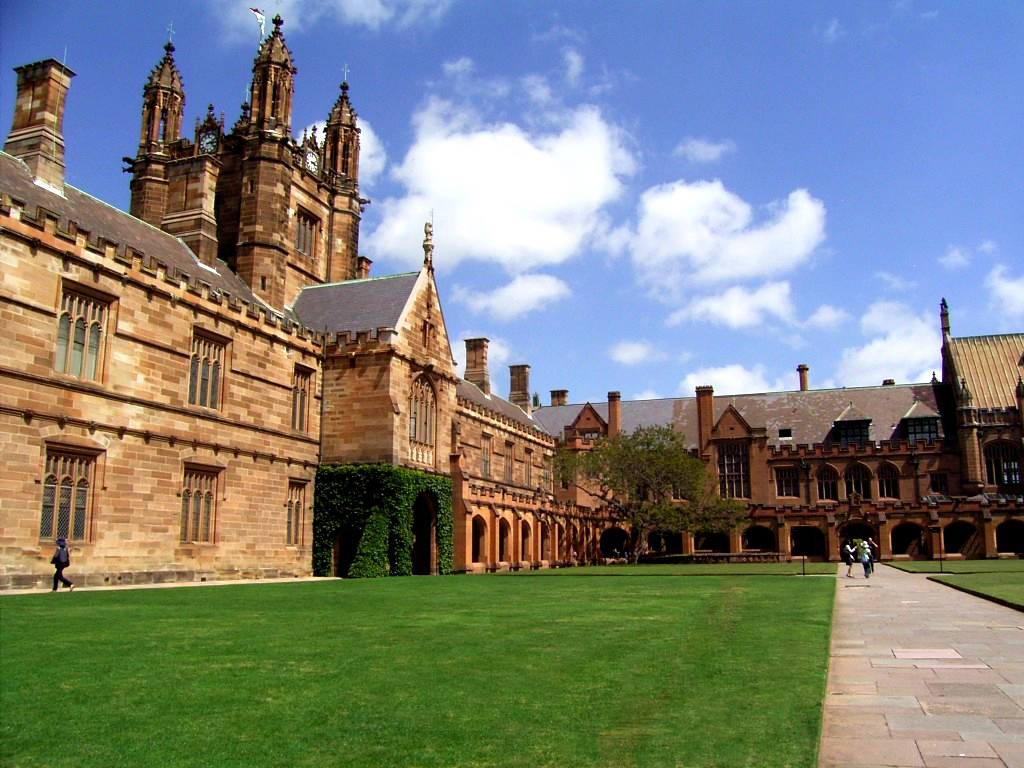
悉尼大學

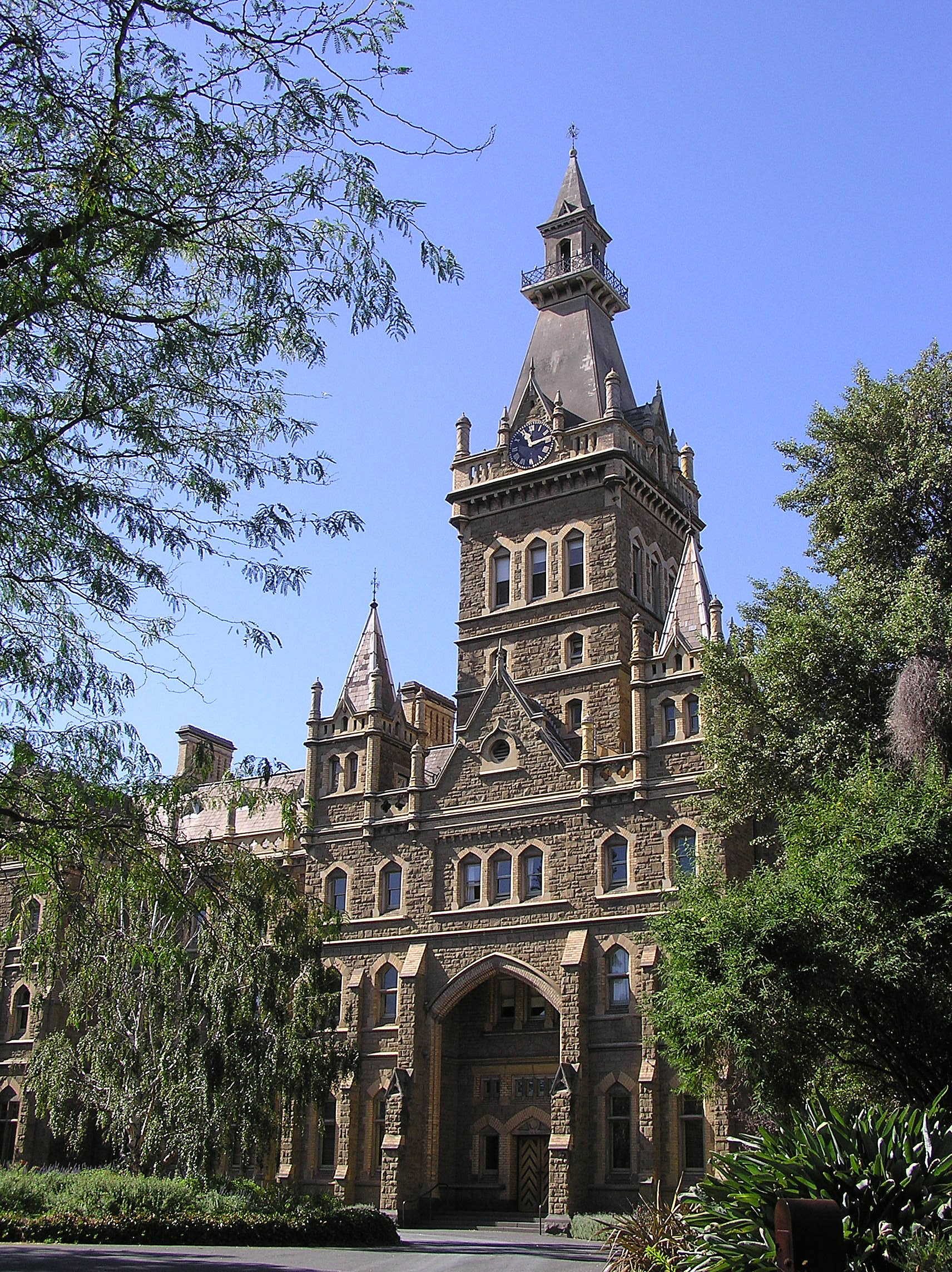
墨爾本大學

澳大利亞的高等教育在世界居於一流水平，全國共有37所公立大學（包含1所國立大學）、4所私立大學和2所國際大學。在1990年代期間皆已升格為綜合型大學，且於海外設立分校。因此澳大利亞最知名的高等學府俱為公立大學，這一點不同於美國。國內多所知名院校培養出很多的精英，且培養出數十位諾貝爾獎得主，至於其海外畢業生大多數活躍於澳洲本土、歐洲以及東南亞地區（例如新加坡和香港）。澳大利亞的大學多融合了美國式的開放校風，並延續英國式的傳統菁英培育方式，遂成為全球最重要的教育樞紐之一，每年吸引大量來自世界各地的留學生前來深造。
「大學」（university）一詞在澳洲有聯邦法律保護，須經專家學者及政府針對相關學術、財務等方面之品質評估與認可，且由國會或州議會立法通過，方准設立。通過以後，無論公立或私立，皆獲授權允自行核可開設課程以及頒授證書、文憑和學位並由澳洲教育部以學程名錄（Commonwealth Register of Institutions and Courses for Overseas Students，簡稱CRICOS）管理之。
澳洲各大學的競爭力排名，隨著政府評鑑標準的多樣化而浮動。每一高等學府都需要政府部門補助其校務發展經費，大學因此皆須即早定位出可長可久的發展特色和卓越的教學科系或研究系所，以利爭取經費、招生和全球學術評等。現今大學有三大校際聯盟，組織目的都是在聯邦教育預算的逐年遞減中，提醒澳洲教育部增加或維持對大學教育品質的支持。
最著名的8所大學组成了澳洲八大名校（Group of Eight；Go8），學術地位相當於美國的常春藤盟校：
- 澳洲国立大学（堪培拉）
- 悉尼大學（悉尼）
- 墨爾本大學（墨爾本）
- 新南威爾士大學（悉尼）
- 昆士蘭大學（布里斯本）
- 蒙納許大學（墨爾本）
- 西澳大學（伯斯）
- 阿德雷得大學（阿德雷得）

再來是由4所著名大學組成的澳洲科技大學聯盟（Australian Technology Network；ATN），以理工、社會科學、創新研發，以及文化創意產業的教學成就享譽澳大利亞：
- 悉尼科技大學（悉尼）
- 科廷大學（伯斯）
- 墨爾本皇家理工大學（墨爾本）
- 南澳大學（阿德雷得）

第三個校際聯盟澳洲创新研究大学联盟（Innovative Research Universities；IRU Australia）則由6所大學組織而成，辦學方針與科技聯盟接近，但在主要城市和衛星城鎮各擁多處校區，佔全國入學率的15%，目標是建立起共享的科研應用中心：
- 紐卡索大學（紐卡索）
- 麥覺理大學（悉尼）
- 格里菲斯大學（布里斯本）
- 拉籌伯大學（墨爾本）
- 梅鐸大學（伯斯）
- 弗林德斯大學（阿德雷得）

澳大利亞經過2003年的教育改革以後，今有40所以上的大學院校登錄於Commonwealth Register of Institutions and Courses for Overseas Students（簡稱CRICOS）。

### 澳洲聯邦政府的官方大學排名
澳洲傑出研究計畫（Excellence in Research for Australia；ERA），是澳洲第一個由聯邦政府主導的官方大學排行榜。負責這項計畫的是澳洲研究理事會。ERA每份歷時3年才完成的報告發現，全澳洲範圍內42所大學，有8所學校在科研方面的表現高於國際水平，其中有4所大學能夠被認定為遠高出國際水平。下次評鑑為2021年，預計2020年發布評鑑結果。

#### 2018 澳洲大學科研排名（按字母排序）
- 科研能力遠高於國際水平
  - 01　澳洲國立大學　　　
  - 02　墨爾本大學　　　
  - 03　昆士蘭大學　　　　
  - 04　雪梨大學
- 科研能力高於國際水平
  - 05　阿德雷得大學　　　　
  - 06　蒙納許大學　　
  - 07　新南威爾斯大學　　　
  - 08　西澳大學
- 科研能力符合國際水平
  - 09　科廷大學　　　　　　
  - 10　迪肯大學　　　
  - 11　格里菲斯大學　 　　　
  - 12　麥覺理大學　　　　
  - 13　昆士蘭科技大學　　　
  - 14　墨爾本皇家理工大學　
  - 15　斯威本理工大學　
  - 16　紐卡斯爾大學　　　
  - 17　伍倫貢大學　　　　
  - 18　雪梨科技大學
  - 19　邦德大學　　　　　　
  - 20　弗林德斯大學　　
  - 21　詹姆士庫克大學　　　
  - 22　樂卓博大學　　　　　　
  - 23　梅鐸大學        　　
  - 24　南十字星大學　　　　　
  - 25　南澳大學　　　　　　　
  - 26　西雪梨大學　　  　
  - 27　維多利亞大學　　　　　
  - 28　澳洲天主教大學　　
  - 29　中央昆士蘭大學　　　　
  - 30　查爾斯史都華大學　　　
  - 31　伊迪斯科文大學　　　　
  - 32　澳洲聯邦大學　      　
  - 33　坎培拉大學　　　　　　
  - 34　新英格蘭大學　　　
  - 35　澳洲聖母大學　　　　　
  - 36　南昆士蘭大學
  - 39　陽光海岸大學

## 常見翻譯錯誤
澳洲僅有一所國立大學，即是由澳洲聯邦政府立法成立的澳洲國立大學（The Australian National University；ANU），其餘三十多所公立大學皆由各地州政府立法設立；少數一至兩所私立大學。然而，中文媒體或部分華人學生經常分辨不清國立（National）大學與公立（Public）大學的區隔，導致常有錯譯翻譯的烏龍產生。例如：誤將公立的雪梨大學，翻譯成「國立」雪梨大學。

## 外部連結
- 澳大利亞教育部官方網站 （页面存档备份，存于）